# Джънк фуд
Джънк фуд (на английски: junk food, буквално „храна-боклук“) е термин, взет от жаргона, и обикновено означава храна без хранителна стойност или с ограничена хранителна стойност, хранителни продукти, които се ядат за развлечение, промишлени продукти, които се гризат и консумират за разсейване на скуката по време на пътуване, пред телевизора или на мач. Най-често това са шоколад, бонбони, сладкиши, сладолед, картофен чипс. Дефиницията може да се разпростре и върху всичко, което излиза от целофанови торбички, всичко, което се продава на улицата в будки или в ресторантите за бързо хранене (хамбургери, хотдог, пържени картофи), всичко, което спада към храните с високо съдържание на мазнини и холестерол. Към това спадат и подсладените газирани напитки от кутийки или „тетрабрик“.
Приема се, че храните, определяни като джънк фуд са нездравословни, но всъщност всички храни съдържат хранителни вещества. Обаче когато храните от типа джънк фуд заместват другите типове храни в ежедневното хранене, могат да възникнат проблеми като затлъстяване, дефицит на витамини и минерали в организма и други здравословни проблеми, най-вече сърдечно-съдови.
Храните от типа джънк фуд имат редица привлекателни за консуматорите качества, а именно: имат приятен вкус (най-вече сладък), опаковани са атрактивно (пури, пръчици, блокчета, флипс, пуканки, чипс, сладкиши във формата на различни фигурки, сникърс, сладки напитки в кутийки, хамбургери, пържени картофи), хрупкави са, имат златно препечена коричка, атрактивен аромат и цвят, макар че при тях всичко е постигнато по изкуствен начин.

## Реклама наджънк фуд
Положителните качества на джънк фуд се използват умело от големи компании за реклама на своята продукция. Тази реклама е насочена най-вече към децата и младежите, които постепенно привикват с такъв тип храни и стават най-многобройните им консуматори. В основата на рекламата на джънк фуд лежи мотото: „Забавлявай се, докато ядеш“ (Have fun). Рекламата на джънк фуд може да има смисъла: „Защо да се мъчите с приготвянето на някакви сандвичи, когато промишлеността се е погрижила и е сложила всичко това вътре в опаковката?“. Някои големи компании използват при реклама на джънк фуд известни спортисти, поп и филмови звезди и се стараят да наложат убеждението, че за консуматорите е невероятно лесно да си изградят връзки и взаимоотношения чрез техния продукт.